# Giovanni Saponara
Giovanni Saponara (Salandra, 5 febbraio 1934 – Genova, 8 giugno 1976) è stato un poliziotto italiano, brigadiere del disciolto Corpo delle Guardie di Pubblica Sicurezza, ora Polizia di Stato.

## Biografia
Si arruola a vent'anni nel Corpo delle Guardie di Pubblica Sicurezza. Dopo varie assegnazioni (Torino, Aosta, Bardonecchia, Bari), prende servizio nel 1973 a Genova.
Passato alla Sezione di Polizia Giudiziaria presso la Procura della Repubblica di Genova diventa addetto alla scorta del Procuratore Generale del capoluogo ligure, Francesco Coco.
Viene ucciso, insieme al collega Deiana e al magistrato Coco, nell'agguato da parte delle Brigate Rosse dell'8 giugno 1976, avvenuto a Genova, in salita Santa Brigida.